# 2011년 상무 피닉스 야구단 시즌
2011년 상무 피닉스 야구단 시즌은 상무 피닉스 야구단이 KBO 퓨처스리그에 참가한 11번째 시즌이다. 김정택 감독이 총감독으로 승격 후 6월에 퇴임하면서 3월에 박치왕 코치가 감독으로 임명되었다. 팀은 5팀 중 북부리그 2위를 기록해 2004년부터 이어오던 리그 연속 우승 기록이 중단되었다. 전체 10팀 중 승률 2위를 기록했다.

## 타이틀
- 세계야구선수권대회 국가대표: 박치왕(코치), 오현택, 이창호, 이지영, 모창민, 백상원, 최주환
- 롯데카드 프로야구 골든글러브 공로상: 김정택
- 일구상 공로상: 김정택
- 사이클링 히트: 최주환 (역대 18호)
- 최소 사구 허용: 윤석주 (2)
- 최소 실점: 윤석주 (32)
- 최소 자책점: 윤석주 (26)
- 출장(타자): 문선재 (100)
- 타수: 이지영 (392)
- 홈런: 문선재 (21)
- 볼넷: 백상원 (68)
- 북부리그 홀드: 김현우, 진해수 (6)
- 북부리그 이닝: 오현택 (132.2)
- 북부리그 탈삼진: 오현택 (100)

## 선수단
- 선발투수: 오현택, 유희관, 윤석주, 원용묵, 배우열
- 구원투수: 진해수, 이창호, 채선관, 김영수, 이원재, 김광
- 마무리투수: 김현우
- 포수: 이지영, 이재원, 박동원, 이태원
- 내야수: 백상원, 문선재, 모창민, 최주환, 이창섭, 김강석, 박진영
- 외야수: 허승민, 이종환, 이호신, 박상규
- 지명타자: 김정후

## 여담
- 문선재는 KBO 퓨처스리그 최초로 단일 시즌 20홈런-20도루를 기록했다.

## 같이 보기
- 2012년 상무 피닉스 야구단 시즌